# 2MASS J00332386-1521309
2MASS J00332386-1521309 ist ein Brauner Zwerg im Sternbild Cetus. Er wurde 2003 von John E. Gizis et al. entdeckt.
2MASS J00332386-1521309 gehört der Spektralklasse L2 an.